# Halowe Mistrzostwa Świata w Lekkoatletyce 2004 – bieg na 400 m kobiet
Bieg na 400 m kobiet – jedna z konkurencji rozgrywanych podczas halowych mistrzostw świata w lekkoatletyce w 2004. Eliminacje odbyły się 5 marca, a półfinały i finał zostały rozegrane 6 marca.
Do eliminacji zgłoszone zostały 24 zawodniczki z 18 państw.
Zawody w tej konkurencji wygrała reprezentantka Rosji Natalja Nazarowa. Drugą pozycję zajęła zawodniczka także z Rosji Olesia Krasnomowiec, trzecią zaś reprezentująca Bahamy Tonique Williams-Darling.

## Wyniki

### Eliminacje
Źródło: 
Bieg 1
| Miejsce | Zawodniczka              | Państwo         | Wynik | Uwagi |
| ------- | ------------------------ | --------------- | ----- | ----- |
| 1.      | Tonique Williams-Darling | Bahamy          | 51,76 | PB    |
| 2.      | Ionela Târlea            | Rumunia         | 52,00 |       |
| 3.      | Helen Karagounis         | Wielka Brytania | 52,66 | PB    |
| 4.      | Andrula Sialu            | Cypr            | 53,62 |       |
| 5.      | Sandrine Thiébaud-Kangni | Togo            | 53,72 | SB    |
| 6.      | Joanne Cuddihy           | Irlandia        | 54,02 |       |

Bieg 2
| Miejsce | Zawodniczka       | Państwo           | Wynik | Uwagi |
| ------- | ----------------- | ----------------- | ----- | ----- |
| 1.      | Fani Chalkia      | Grecja            | 51,77 | NR    |
| 2.      | Catherine Murphy  | Wielka Brytania   | 52,18 | SB    |
| 3.      | Swiatłana Usowicz | Białoruś          | 52,19 |       |
| 4.      | Mireille Nguimgo  | Kamerun           | 53,17 |       |
| 5.      | Virginia Miller   | Stany Zjednoczone | 53,71 |       |
| 6.      | Barbara Petráhn   | Węgry             | 53,78 | SB    |

Bieg 3
| Miejsce | Zawodniczka         | Państwo           | Wynik | Uwagi |
| ------- | ------------------- | ----------------- | ----- | ----- |
| 1.      | Olesia Krasnomowiec | Rosja             | 52,17 |       |
| 2.      | Julian Clay         | Stany Zjednoczone | 53,04 |       |
| 3.      | Ronetta Smith       | Jamajka           | 53,39 |       |
| 4.      | Beatrice Dahlgren   | Szwecja           | 53,90 |       |
| 5.      | Rakia Al-Gassra     | Bahrajn           | 54,24 | NR    |
| 6.      | Karen Shinkins      | Irlandia          | 54,37 |       |

Bieg 4
| Miejsce | Zawodniczka        | Państwo    | Wynik | Uwagi |
| ------- | ------------------ | ---------- | ----- | ----- |
| 1.      | Natalja Nazarowa   | Rosja      | 51,77 |       |
| 2.      | Chrisula Gundenudi | Grecja     | 53,09 |       |
| 3.      | Grażyna Prokopek   | Polska     | 53,16 |       |
| 4.      | Michelle Burgher   | Jamajka    | 54,18 |       |
| 5.      | Klodiana Shala     | Albania    | 54,62 |       |
| 6.      | Carmo Tavares      | Portugalia | 54,79 |       |

### Półfinały
Źródło: 
Bieg 1
| Miejsce | Zawodniczka              | Państwo         | Wynik | Uwagi |
| ------- | ------------------------ | --------------- | ----- | ----- |
| 1.      | Olesia Krasnomowiec      | Rosja           | 51,53 |       |
| 2.      | Tonique Williams-Darling | Bahamy          | 51,85 |       |
| 3.      | Ionela Târlea            | Rumunia         | 51,95 |       |
| 4.      | Swiatłana Usowicz        | Białoruś        | 52,21 |       |
| 5.      | Helen Karagounis         | Wielka Brytania | 52,53 | PB    |
| 6.      | Chrisula Gundenudi       | Grecja          | 52,84 |       |

Bieg 2
| Miejsce | Zawodniczka      | Państwo           | Wynik | Uwagi |
| ------- | ---------------- | ----------------- | ----- | ----- |
| 1.      | Natalja Nazarowa | Rosja             | 50,91 |       |
| 2.      | Fani Chalkia     | Grecja            | 51,68 | NR    |
| 3.      | Julian Clay      | Stany Zjednoczone | 52,35 | PB    |
| 4.      | Catherine Murphy | Wielka Brytania   | 52,59 |       |
| 5.      | Grażyna Prokopek | Polska            | 52,60 |       |
| 6.      | Mireille Nguimgo | Kamerun           | 53,22 |       |

### Finał
Źródło: 
| Miejsce | Zawodniczka              | Państwo           | Wynik | Uwagi |
| ------- | ------------------------ | ----------------- | ----- | ----- |
| 01 !    | Natalja Nazarowa         | Rosja             | 50,19 | CR    |
| 02 !    | Olesia Krasnomowiec      | Rosja             | 50,65 | PB    |
| 03 !    | Tonique Williams-Darling | Bahamy            | 50,87 | NR    |
| 4.      | Ionela Târlea            | Rumunia           | 51,58 | SB    |
| 5.      | Julian Clay              | Stany Zjednoczone | 52,82 |       |
| 6.      | Fani Chalkia             | Grecja            | 52,90 |       |